# ثلاثة عشر سببا
رواية ثلاثة عشر سببا هي رواية من أدب الشباب كتبتها الكاتبة جاي آشر عام 2007. تتحدث الرواية عن فتاة شابة في المدرسة الثانوية وهي تقع في حالة من اليأس سببتها الخيانة والتنمر حتى بلغ اليأس معها أوجه فأدى إلى انتحارها. فصّلت الفتاة الأسباب الثلاثة عشر في مذكرة صوتية أُرسِلَت بالبريد لأحد أصدقائها بعد وفاتها بأسبوعين.
تلقّت ثلاثة عشر سببا تقديرًا وجوائز من العديد من روابط أدب الشباب وبلغت النسخة ذات الغلاف الورقي المرتبة الأولى في قائمة نيويورك تايمز لأكثر الكتب مبيعا في شهر يوليو من عام 2011. كُتِبَ النصُّ السينمائي بناءً على النصّ الأصلي في الكتاب ليصبح أساسا للمسلسل الدرامي ثلاثة عشر سببا المتكون من ثلاث عشرة حلقة نشرت في نتفليكس في الإحدى والثلاثين من مارس عام 2017.
انحرف النصُّ السينمائي عدة انحرافات عن نصّ الكتاب، ومن ضمن هذه الانحرافات تغييرات في أسماء الشخصيات وعناصر الحبكة وشخصيات أبطال القصة.

## تاريخ
نشرت رازور بيل (جزء من بينجوين جروب) ثلاثة عشر سببا بغلاف سميك لأول مرة في 18 من أكتوبر عام 2007. ونشرت Listening Library (المكتبة السمعية، فرع من بينجوين بوكس) الكتاب الصوتيّ في قرص مدمج بصوت ديبرا وايسمان (بالإنجليزية: Debra Wiseman) ممثلةً دور هانا (بالإنجليزية: Hannah)، وصوت جويل جونستون (بالإنجليزية: Joel Johnston) ممثلةً دور كلاي Clay.
نشرت بنجوين ينج ريدرز جروب (فرع من بنجوين راندوم هاوس) الرواية في نسختها التجارية ذات الغلاف الورقي في 14 من يونيو عام 2011.
ظلت ثلاثة عشر سببا في نسختها ذات الغلاف السميك لمدة تفوق العام قبل نشر النسخة ذات الغلاف الورقي خلافا للعادة وذلك بسبب شهرتها الشعبية وكثرة مبيعها التي أثرت عليها الكاتبة.
نشرت بنجوين ينج ريدرز جروب طبعة الذكرى السنوية العاشرة لـثلاثة عشر سببا بغلاف سميك في السابع والعشرين من ديسمبر عام 2016، وأضيفت لهذه النسخةِ النهايةُ الأصلية للكتاب ومقدمةٌ جديدة ومقال كتبته كاتبة الرواية إضافةً إلى صفحات من المفكرة التي استخدمتها الكاتبة أثناء كتابة الرواية وردود أفعال القُرّاء ودليل قراءة.

## حبكة الرواية
يعود كلاي جنسن (طالب خجول في المدرسة الثانوية) من المدرسة إلى بيته ليكتشف أنه تلقى طردًا غريبا في بريده، يحتوي الطرد على أشرطة سجلتها زميلة فصله التي انتحرت من قريب هانا بيكر، وكانت الأشرطة قد أرسلت لأناس آخرين قبل وصولها أمام باب كلاي.
كان جستن فولي (بالإنجليزية: Justin Foley) أول من يتلقى الأشرطة إذ قبّل هانا بيكر في المتنزه ذات مرة بعد أن أُعجِبَت به لكنّه خانها بقوله لأصدقائه أنّ ما حدث في المتنزه كان أكثر من مجرد قبلة مُلحقا إياها سمعةَ عاهرةٍ في المدرسة.
أما ثاني من تلقى الأشرطة فقد كان ألكس ستاندال (بالإنجليزية: Alex Standall) الذي أنشأ قائمة تفارق بين فتيات الفصل اعتمادًا على أجزاء جسمهن أسماها «فاتنة أم لا» ومنح هانا لقب «أفضل مؤخرة» مما زاد سمعتها سوءًا بينما منح جيسيكا (صديقته التي انفصلت عنه) لقب «أسوأ مؤخرة» انتقاما منها لانفصالها عنه.
وكانت جيسيكا داڤس (بالإنجليزية: Jessica Davis) ثالث من تلقى الأشرطة إذ اتهمت هانا بسرقة ألكس عنها بعد المفارقة بينهما في قائمة «فاتنة أم لا» وصفعتها تاركةً علامةً على جبينها حين أنكرت هانا مما أنهى صداقتهما. في الرواية تلميح أنّ جيسيكا صدقت الإشاعات المنتشرة عن هانا مما جعلها تظنّ أنّ هانا سرقت ألكس منها، بدأت جيسيكا بعد ذلك بنشر إشاعة أنّ هانا كانت سبب انفصالها عن ألكس.
وكان رابع من تلقى الأشرطة زميلها في المدرسة تايلُر داون (بالإنجليزية: Tyler Down) الذي عمِلَ مصورًا في ألبوم المدرسة السنوي. جعلت هانا زميلتها في الفصل كورتني كرِمسون (بالإنجليزية: Courtney Crimson) التي لم يكن اسمها ظاهرًا في الأشرطة حين ذكر السبب الرابع مساعدةً لها في مهمة القبض على المتلصص بعد أن شكّت أنّ هناك من يصورها خفيةً من نافذة غرفتها فمثّلتا أنهما تقومان بجلسة تدليك (مساج) ومثّلت كورتني أنها اندهشت من «ألعاب جنسية» وجدتها في غرفة هانا وعرفت هانا أنّ الذي كان عند النافذة هو تايلر حين لمحته وهو يهرب من المنزل ومن ردّة فعله حين رأته في المدرسة كذلك.
أمّا خامس من تلقى الأشرطة فكانت كورتني كرمسون التي استغلّت هانا لتقلّها إلى حفلٍ ثم تركتها وحدها وبدأت تنشر إشاعات عن «الألعاب» الجنسية التي «وجدتها» في غرفة هانا لتزيد سمعتها سوءًا فتركت هانا الحفل وأقلّت تايلر إلى منزله.
وكان سادس من تلقى الأشرطة ماركوس كولي (بالإنجليزية: Mrcus Cooley) إذ ظهر اسم هانا مع اسمه في حفل تبرعات خيري في عيد الحب لصالح رؤساء المشجعين فذهبا معا في موعد غراميّ في مطعم حيث حاول ماركوس استغلالها فدفعته للأرض وغادر المطعم قائلًا إنها تصدّ عنه استثارةً له وحسب.
وسابع من تلقى الأشرطة كان زاك ديمبسي (بالإنجليزية: Zach Dempsey) الذي حاول تهدئة هانا بعد أن تركها ماركوس وحين رفضت هانا أن تتفاعل معه كما يريدُ أخذَ عنها «رسائل التشجيع» من خزانتها انتقامًا منها. كانت هانا تعدّ هذا الفصل «ملاذًا» لهاإذ لم يكن المعلم متسامحا مع التنمر فتركت هانا رسالة باسم مرسل مجهول تتحدث فيها عن التفكير في الانتحار لكنّ المعلم والطلاب في الفصل شعروا أن الرسالة مجرد محاولة لجذب الاهتمام.
وأما الثامن فكان رايان شيفر (بالإنجليزية: Ryan Shaver) إذ حضر مادةً في الشعر خارج المدرسة سجّلت فيه هانا وبعد أن كسب ثقتها سرق قصيدتها ونشرها باسم مجهول في صحيفة المدرسة، ورغم أن المعلمين والطلاب لم يكونوا يعرفون كاتب القصيدة إلا أن هانا تأثرت بانتقادهم القصيدة نقدا لاذعا.
وكان تاسع من تلقّى الأشرطة كلاي، لكنّ هانا اعتذرت عن إضافة اسمه فيها قائلةً إنه لم يستحق أن يكون اسمه في القائمة إذ كان ألطف شخص التقته وقالت إنها تتمنى لو أنها قضت وقتا أكثر مع كلاي حتى يتعرفا على بعضيهما. آخر مرة رأت فيها هانا كلاي كانت حين تخطت هانا حدًّا وذهبت إلى حفل عرفت أن كلاي سيكون فيه فتحدثا لمدة طويلة وختما حديثهما بما أسمَتْهُ قُبلة «مدهشة» انتهت حيت بدأت هانا تسترجع قبلتها مع جستن وتفاعلت بشكل سلبي.
وكان عاشر شخص هو جستن إذ دخل جستن وجيسيكا الغرفة التي فيها هانا بعد أن تركها كلاي دون أن يلاحظا أنها كانت على الأرض. حاول جستن أن يمارس الجنس مع جيسيكا في السرير لكنّ حالة سُكرها منعتها من التفاعل فغادر جستن الغرفة واختبأت هانا في الخزانة. شهدت هانا برايس ووكر (بالإنجليزية: Bryce Walker) وهو يغتصب جيسيكا وهي في حالة غير واعية، كان جستن يعرف عن أمر اغتصابها لكنه سمح له بالحدوث.
أما الشخص الحادي عشر فقد كان رئيسة المشجعين التي عرضت على هانا أن تقلّها من منزل الحفل جني كرتز (بالإنجليزية: Jenny Kurtz). اصطدمت جني أثناء قيادتها بعلامة «قف» ولم تخبر الشرطة مما أدى إلى حادث سير مات فيه أحد زملائها في الفصل.
والشخص الثاني عشر كان برايس ووكر. أخذت هانا جولة بعد حضور حفلة في ليلة أخرى فدعاها برايس إلى حضور حمام ساخن في منزل كورتني. كانت هانا تعرف أن عليها ألا تحضر لكنها كانت قد استسلمت فخلعت ملابسها ودخلت إلى حوض الحمام الساخن مرتديةً ملابسها الداخلية. بدأ برايس يتلمس جسد هانا وخرجت كورتني من الحوض ثمّ اغتصب هانا حين رأى أنها لم تصدّه بجديّة.
أما الشخص الثالث عشر فقد كان مرشد المدرسة المؤقت السيد بورتر (بالإنجليزية: Mr. Porter) إذ سجلت هانا محادثتها معه وهي تخبره أنها تريد أن تنهي حياتها فقال لها وهو منهك بكلّ بساطة أن عليها أن تنسى ما حدث وتمضي قدما إن لم تكن تنوي رفع قضية ضد «الفتى».
عاد كلاي إلى المدرسة بعد إرساله الأشرطة للشخص الذي يتبعه في القائمة ورأى زميلته في الفصل سكاي ميلر (بالإنجليزية: Sky Miller) التي ظنّ كلاي أنها تفكر بأفكار انتجارية لسببِ يعرفه. تنتهي الرواية بكلاي مادًّا يد العون لسكاي ميلر.